# Naz Aydemir
Naz Aydemir Akyol (Istambul, 14 de agosto de 1990) é uma voleibolista indoor turca, atuante na posição de Levantadora. Atualmente defende o Türk Hava Yolları SK.

## Carreira
Iniciando sua carreira no Eczacıbaşı SK, aos 15 anos Naz foi promovida para o time principal de seu clube, se tornando a levantadora mais jovem a conquistar a liga turca pelo seu clube na temporada 2005-06. Após conquistar 3 títulos do campeonato turco com o Eczacıbaşı SK, transferiu-se para o Fenerbahçe SK em 2009.
Na temporada 2009-10, junto com sua equipe, Naz ganhou os campeonatos da Liga Turca, Copa da Turquia e Supercopa, bem como a Liga dos Campeões da Europa CEV, e também ganhou o prêmio de 'Melhor Levantadora' na Liga Turca de 2009-10 série final. Em sua segunda temporada no Fenerbahçe SK, conquistou os campeonatos da Liga Turca e da Supercopa, além do Campeonato Mundial de Clubes Femininos da FIVB e o terceiro lugar na Liga dos Campeões da Europa CEV, e foi mais uma vez premiada com o prêmio de 'Melhor levantadora' no Série final da Liga turca de 2010-11.Transferiu-se para o  VakıfBank SK em 2012 . 
Com o VakıfBank SK, conquistou os títulos da Liga Turca, Copa da Turquia, Supercopa, Liga dos Campeões e Campeonato Mundial de Clubes Femininos da FIVB na temporada 2012/13, encerrando a temporada com 5 taças, marcando uma temporada histórica. Em 2019, transferiu-se novamente para o para o Fenerbahçe SK. Em 2022 transferiu-se para o Türk Hava Yolları SK para a disputa da temporada 2022-23.
Pela Seleção Turca, conquistou um uma medalha de prata e uma medalha de bronze pelo Campeonato Europeu, além de um bronze no Gran Prix e um bronze na Liga das Nações. Disputou os Jogos Olímpicos de Verão de 2012 e os Jogos Olímpicos de Verão de 2020. 
No dia 31 de dezembro de 2021, Naz anunciou a sua aposentadoria da seleção nacional.

## Clubes
| Clube                | De      | A       |
| -------------------- | ------- | ------- |
| Eczacıbaşı SK        | 2004-05 | 2008-09 |
| Fenerbahçe SK        | 2009-10 | 2011-12 |
| VakıfBank SK         | 2012-13 | 2017-18 |
| Fenerbahçe SK        | 2019-20 | 2021-22 |
| Türk Hava Yolları SK | 2022-23 | Atual   |

Atualizado em junho de 2022.

## Títulos e resultados
Pela Seleção Turca de Voleibol Feminino:
- Campeonato Europeu: 2019
- Campeonato Europeu: 2017
- Liga das Nações: 2021
- Grand Prix: 2012

Pelo Eczacıbaşı SK
- Campeonato Turco: 2005-06, 2006-07, 2007-08
- Campeonato Turco: 2004-05
- Copa CEV: 2004-05
- Copa da Turquia: 2008-09

Pelo Vakifbank SK:
- Campeonato Turco: 2012-13, 2013-14, 2015-16, 2017-18
- Campeonato Turco: 2014-15
- Campeonato Turco: 2016-17
- Copa da Turquia: 2012-13, 2013-14, 2017-18
- Copa da Turquia: 2014-15, 2016-17
- Supercopa Turca: 2013, 2014, 2017
- Supercopa Turca: 2015
- Liga dos Campeões da Europa: 2012-13, 2016-17, 2017-18
- Liga dos Campeões da Europa: 2013-14, 2015-16
- Liga dos Campeões da Europa: 2014-15
- Campeonato Mundial: 2013, 2017
- Campeonato Mundial: 2016

Pelo Fenerbahçe SK:
- Campeonato Turco: 2009-10, 2010-11
- Campeonato Turco: 2020-21, 2021-22
- Campeonato Turco: 2011-12
- Copa da Turquia: 2009-10
- Copa da Turquia: 2021-22
- Copa da Turquia: 2011-12, 2020-21
- Supercopa Turca: 2009, 2010
- Supercopa Turca: 2011
- Liga dos Campeões da Europa: 2011-12
- Liga dos Campeões da Europa:2009-10
- Liga dos Campeões da Europa: 2010-11
- Campeonato Mundial: 2010
- Campeonato Mundial: 2021

Atualizado em abril de 2022.